# Courol vouroudriou
Leptosomus discolor
Ordre
Famille
Genre
Espèce
Synonymes
- Cuculus discolor Hermann, 1783 (protonyme)

Statut de conservation UICN

 LC  : Préoccupation mineure
Le Courol vouroudriou (Leptosomus discolor) est une espèce d'oiseaux ayant la particularité d'être l'unique représentante de l'ordre des Leptosomiformes.

## Description

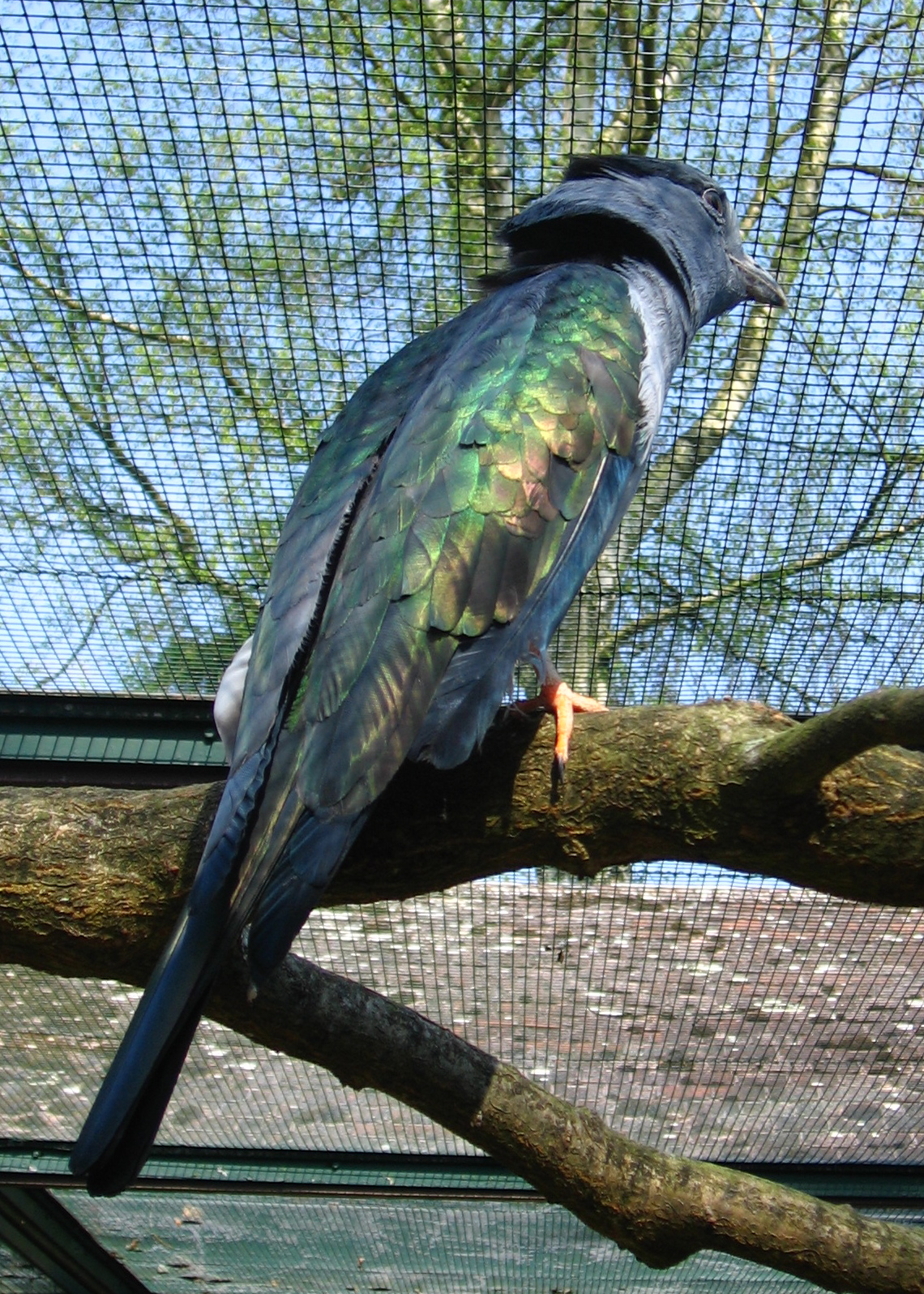
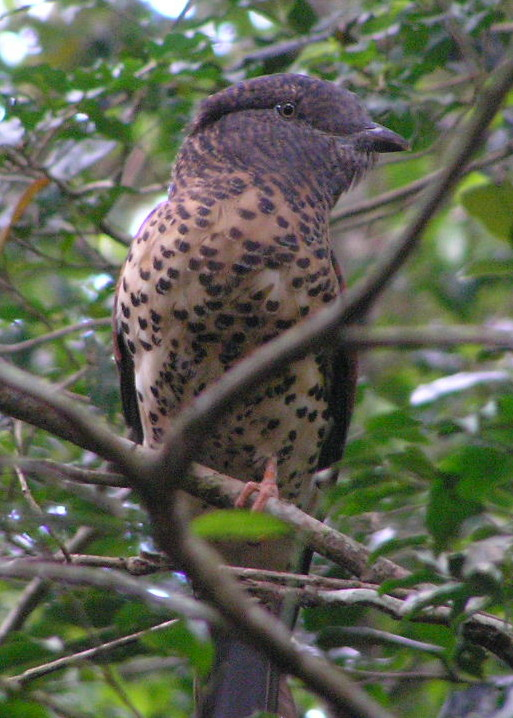
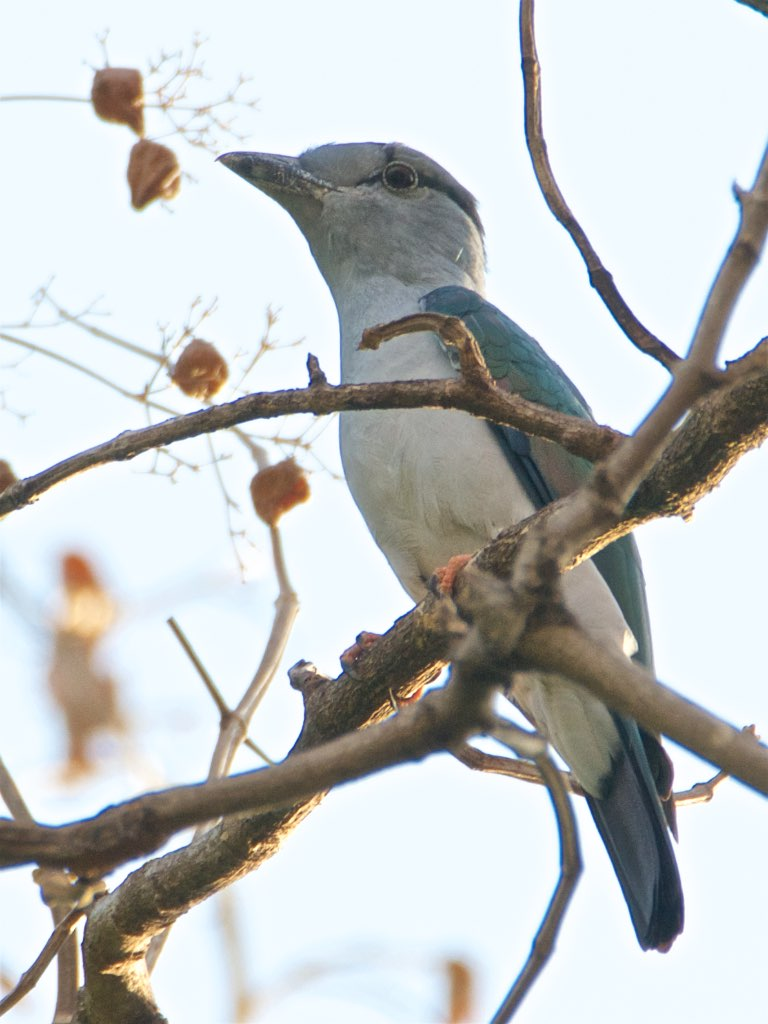

Le courol vouroudriou ou coucou-rollier est caractérisé par sa tête massive, presque disproportionnée par rapport au reste du corps, son bec trapu, et ses longues ailes légèrement arrondies. Sa queue est modérément allongée et ses pattes sont très courtes. Contrairement aux vrais rolliers et aux rolliers terrestres chez lesquels les sexes sont assez semblables, les courols affichent un dimorphisme sexuel très prononcé. Chez les mâles, le dos et les couvertures alaires sont gris noirâtre avec un lustre brillant vert métallique et rouge-mauve. Les parties inférieures, la tête et la nuque sont gris cendré, contrastant avec le capuchon et le dos plus sombres. Les femelles adultes et les juvéniles présentent un dessus brun foncé, barré de noir et de roux sur le capuchon. Le dessous est roux pâle, fortement tacheté de noir. Le dessous de la queue est gris-olive. Le rebord de l'aile porte une barre roux-cannelle, particulièrement visible en vol.

## Habitat
Cet oiseau fréquente les forêts tropicales et subtropicales et les habitats secondaires.

## Taxinomie
Cette espèce était classée par Alan P. Peterson dans l'ordre Coraciiformes mais elle est maintenant classée par le Congrès ornithologique international (version 2.2, 2009) dans l'ordre Leptosomatiformes.

## Répartition et sous-espèces
Cet oiseau est endémique de l'archipel des Comores et de Madagascar. 
D'après congrès ornithologique international, il est réparti en trois sous-espèces :
- L. d. gracilis Milne-Edwards & Oustalet, 1885 : Grande Comore ;
- L. d. intermedius	Hartert & Neumann, 1924	: Anjouan ;
- L. d. discolor (Hermann, 1783) : Mohéli, Mayotte et Madagascar.

### Ordre Leptosomiformes ou Leptosomatiformes
- (en) Zoonomen Nomenclature Resource (Alan P. Peterson) : Leptosomiformes
- (fr) Oiseaux.net : Leptosomiformes

### Famille Leptosomidae
- (en) Paleobiology Database : Leptosomidae  Bonaparte 1850

### GenreLeptosomus
- (en) Paleobiology Database : Leptosomus  Vieillot 1816

### EspèceLeptosomus discolor
- (fr) Oiseaux.net : Leptosomus discolor
- (en) Congrès ornithologique international : Leptosomus discolor dans l'ordre Leptosomiformes
- (en) Zoonomen Nomenclature Resource (Alan P. Peterson) : Leptosomus discolor  dans Coraciiformes
- (en) Tree of Life Web Project : Leptosomus discolor
- (fr + en)  Avibase : Leptosomus discolor (+ répartition)
- (en) Animal Diversity Web : Leptosomus discolor
- (en) NCBI : Leptosomus discolor (taxons inclus)
- (en) UICN : espèce Leptosomus discolor (Hermann, 1783) (consulté le 18 mai 2015)